# USS Peterson (DE-152)
USS Peterson (DE–152) là một tàu hộ tống khu trục lớp Edsall từng phục vụ cùng Hải quân Hoa Kỳ trong Chiến tranh Thế giới thứ hai. Nó là chiếc tàu chiến đầu tiên của Hải quân Hoa Kỳ được đặt cái tên này, nhưng là chiếc duy nhất được đặt theo tên hạ sĩ quan Oscar V. Peterson (1899–1942), người phục vụ trên tàu tiếp dầu Neosho (AO-23), đã tử thương ngày 13 tháng 5, 1942 khi Neosho bị đánh chìm trong trận chiến biển Coral và được truy tặng Huân chương Danh dự. Nó đã phục vụ cho đến khi chiến tranh kết thúc, xuất biên chế năm 1946, nhưng được cho hoạt động trở lại từ năm 1952 đến năm 1965. Con tàu cuối cùng bị bán để tháo dỡ vào năm 1974. Peterson được tặng thưởng một Ngôi sao Chiến trận do thành tích phục vụ trong Thế Chiến II.

## Thiết kế và chế tạo
Lớp Edsall có thiết kế hầu như tương tự với lớp Cannon dẫn trước; khác biệt chủ yếu là ở hệ thống động lực Kiểu FMR do được trang bị động cơ diesel Fairbanks-Morse dẫn động qua hộp số giảm tốc đến trục chân vịt. Đây là cấu hình động cơ được áp dụng rộng rãi trên tàu ngầm, được chứng tỏ là có độ tin cậy cao hơn so với lớp Cannon.
Vũ khí trang bị bao gồm ba pháo 3 in (76 mm)/50 cal trên tháp pháo nòng đơn có thể đối hạm hoặc phòng không, một khẩu đội pháo phòng không Bofors 40 mm nòng đôi và tám pháo phòng không Oerlikon 20 mm. Vũ khí chống ngầm bao gồm một dàn súng cối chống tàu ngầm Hedgehog Mk. 10 (có 24 nòng và mang theo 144 quả đạn); hai đường ray Mk. 9 và tám máy phóng K3 Mk. 6 để thả mìn sâu. Con tàu vẫn giữ lại ba ống phóng ngư lôi Mark 15 21 inch (533 mm), và được trang bị radar SC dò tìm không trung và mặt biển. Thủy thủ đoàn đầy đủ bao gồm 186 sĩ quan và thủy thủ.
Peterson được đặt lườn tại xưởng tàu của hãng Consolidated Steel Corporation ở Orange, Texas vào ngày 28 tháng 2, 1943. Nó được hạ thủy vào ngày 15 tháng 5, 1943, được đỡ đầu bởi bà Lola B. Peterson, và nhập biên chế cùng Hải quân Hoa Kỳ vào ngày 29 tháng 9, 1943 dưới quyền chỉ huy của Hạm trưởng, Thiếu tá Tuần duyên Richard Foster Rea.

## Lịch sử hoạt động

### 1943 - 1946
Sau khi chuyển đến Galveston, Texas vào ngày 6 tháng 10, 1943 để hoàn tất việc trang bị, với một thủy thủ đoàn gồm nhân sự thuộc lực lượng Tuần duyên Hoa Kỳ, Peterson lên đường đi sang khu vực Bermuda ngang qua Algiers, Louisiana để tiến hành chạy thử máy huấn luyện. Nó quay trở về Charleston, South Carolina vào ngày 22 tháng 11 để bảo trì sau chạy thử máy, rồi lên đường đi New York sáu ngày sau đó, đến nơi vào ngày 31 tháng 10. Nó thực hiện chuyến hộ tống vận tải vượt Đại Tây Dương đầu tiên vào ngày 2 tháng 12, khi khởi hành Norfolk, Virginia từ để gia nhập đoàn tàu vận tải hướng sang Bắc Phi tại New York, đi đến Casablanca, Maroc thuộc Pháp, rồi quay trở về New York vào ngày 18 tháng 1, 1944.
Sau đó Peterson chuyển sang phục vụ trên tuyến đường vượt Bắc Đại Tây Dương sang Châu Âu; nó đã thực hiện mười chuyến hộ tống vận tải sang các cảng Anh và Pháp. Trong chuyến đi đầu tiên, nó cùng các tàu hộ tống khác thuộc Đội hộ tống 22 rời New York vào ngày 1 tháng 3 để hộ tống các tàu chở dầu đi sang Derry, Bắc Ireland. Trong chuyến đi này tàu khu trục hộ tống chị em Leopold (DE-319) đã bị đắm do trúng ngư lôi phóng từ tàu ngầm U-boat Đức. Đoàn tàu quay trở về đến New York vào ngày 28 tháng 3.
Peterson lại khởi hành từ New York vào ngày 15 tháng 4 để hộ tống một đoàn tàu vận tải đi sang Bắc Ireland. Nó được cho tách khỏi đoàn tàu vào ngày hôm sau để hộ tống hai tàu buôn, vốn bị hư hại do tai nạn va chạm, quay trở lại New York. Trên đường gia nhập trở lại đoàn tàu vận tải, nó phối hợp cùng với Gandy (DE-764) và Joyce (DE-317) cứu vớt những người sống sót từ chiếc Pan Pennsylvania vốn bị đắm do trúng ngư lôi. Lúc 13 giờ 45 phút, Joyce dò được tín hiệu sonar của tàu ngầm đối phương; và khi người sống sót cuối cùng trèo lên Peterson cũng là lúc Joyce tung ra lượt tấn công bằng mìn sâu; chiếc U-550 buộc phải trồi lên mặt nước lúc 14 giờ 00. Gandy đấu pháo tay đôi với chiếc U-boat, rồi húc vào đối thủ hai phút sau đó; Peterson cũng tham gia trận chiến lúc 14 giờ 04 phút, nã pháo vào tháp chỉ huy chiếc tàu ngầm và phóng hai quả mìn sâu bằng máy phóng K-gun khi chạy song song với đối thủ. Đến 14 giờ 09 phút, U-550 ra dấu hiệu đầu hàng và thủy thủ bắt đầu bỏ tàu; họ được Joyce cứu vớt. U-550 đắm ở vị trí về phía Đông New York, tại tọa độ 40°09′B 69°44′T / 40,15°B 69,733°T; 44 thành viên thủy thủ đoàn của nó đã tử trận, và chỉ có 12 người sống sót bị bắt làm tù binh. Ba chiếc tàu hộ tống gia nhập trở lại đoàn tàu vận tải để tiếp tục hành trình đi Lisahally, Bắc Ireland, và quay trở về đến New York vào ngày 12 tháng 5.

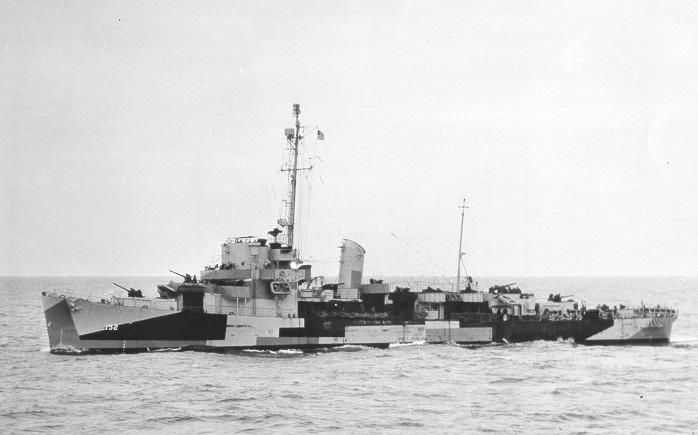
USS Peterson (DE-152)

Peterson còn tiếp tục thực hiện thêm ba chuyến hộ tống vận tải khứ hồi sang Derry. Sau đó nó hộ tống cho chuyến vận tải khứ hồi giữa New York và Plymouth, Anh từ ngày 6 tháng 10 đến ngày 5 tháng 11; từ New York sang Cherbourg, Pháp và Plymouth, Anh từ ngày 23 tháng 11 đến ngày 24 tháng 12; từ New York sang Liverpool, Anh từ ngày 10 tháng 1 đến ngày 9 tháng 2, 1945; từ New York đến Le Havre, Pháp và Southampton, Anh từ ngày  27 tháng 2 đến ngày 29 tháng 3; và từ Boston đến Greenock, Scotland và Liverpool, Anh rồi quay trở về New York vào ngày 16 tháng 4.
Sau khi chiến tranh kết thúc tại Châu Âu, Peterson được điều động sang khu vực Mặt trận Thái Bình Dương. Nó được đại tu trước khi khởi hành từ New York vào ngày 4 tháng 6, cùng với Đội hộ tống 22 thực hành huấn luyện tại đảo Culebra và tại vịnh Guantánamo, Cuba, rồi băng qua kênh đào Panama vào ngày 23 tháng 6. Con tàu ghé qua San Diego, California trước khi đi đến Trân Châu Cảng vào ngày 16 tháng 7. Sau khi Nhật Bản chấp nhận đầu hàng vào ngày 15 tháng 8, giúp chấm dứt vĩnh viễn cuộc xung đột, nó trình diện để phục vụ cùng Tư lệnh Đội đổ bộ 8 và Tư lệnh Hải đội Vận chuyển 18.
Khởi hành từ Trân Châu Cảng vào ngày 31 tháng 8 cùng một đoàn tàu đổ bộ LST, Peterson ghé qua Saipan trước khi đi đến ngoài khơi Wakayama vào ngày 27 tháng 9. Nó tuần tra trong biển nội địa Seto cho đến ngày 29 tháng 10, khi nó lên đường quay trở về Hoa Kỳ, đi ngang qua Trân Châu Cảng và về đến San Diego vào ngày 17 tháng 11, rồi chuyển đến San Pedro, California trong ngày hôm đó. Con tàu khởi hành để đi sang vùng bờ Đông, rồi băng qua kênh đào Panama vào ngày 6 tháng 12. Ba ngày sau đó ngoài khơi bờ biển Florida, một chiếc PBM–3D Mariner gặp trục trặc kỹ thuật đã phải hạ cánh xuống biển gần con tàu để nhờ cậy sự trợ giúp. Peterson đã kéo chiếc thủy phi cơ đến vịnh Ponce de Leon, bàn giao chiếc máy bay cho một tàu kéo từ New Smyrna, rồi tiếp tục hành trình đi Charleston, South Carolina, đến nơi vào ngày 10 tháng 12.
Peterson lên đường đi Jacksonville, Florida vào ngày 14 tháng 1, 1946, bắt đầu quá trình đại tu để chuẩn bị ngừng hoạt động. Con tàu được cho xuất biên chế tại Green Cove Springs, Florida vào tháng 1, 1947, và được đưa về Hạm đội Dự bị Đại Tây Dương.

### 1952 - 1965
Với một thủy thủ đoàn là nhân sự Hải quân Hoa Kỳ, Peterson tái biên chế trở lại tại Xưởng hải quân Boston vào ngày 2 tháng 5, 1952 dưới quyền chỉ huy của Hạm trưởng, Thiếu tá Hải quân Kay S. Irwin. Trong năm năm tiếp theo nó phục vụ cùng Hải đội Hộ tống 10 dọc theo vùng bờ Đông Hoa Kỳ, trải dài từ Newport, Rhode Island cho đến Key West, Florida và vùng biển Caribe; cũng trong giai đoạn này nó phục vụ như tàu huấn luyện cho Trường Sonar Hạm đội tại Key West. Vào tháng 7, 1953 nó thực hiện chuyến đi sang Bắc Âu, viếng thăm Bergen, Na Uy và Copenhagen, Đan Mạch. Sang tháng 10, 1954, con tàu thực hành mô phỏng hộ tống vận tải tại vùng biển ngoài khơi vịnh Hamilton, Labrador; rồi đến tháng 7, 1955 lại thực hiện một chuyến đi khác sang Bắc Âu, ghé đến to Edinburgh, Scotland và Copenhagen. Vào tháng 5, 1957, con tàu có mặt tại vùng biển Caribe để theo dõi việc phóng thử nghiệm tên lửa đạn đạo tầm trung PGM-19 Jupiter từ căn cứ mũi Canaveral, Florida, rồi sang tháng 8 đã tham gia vào việc thu hồi thành công đầu đạn phóng từ kiểu tên lửa này.
Cùng với mười lăm tàu chiến khác và mười một tàu phụ trợ thuộc Lực lượng Đặc nhiệm 88, Peterson khởi hành vào ngày 3 tháng 9, 1957 để hướng sang khu vực quần đảo Anh, đi đến Portland, Anh vào ngày 14 tháng 9. Nó lên đường vào ngày hôm sau để tham gia một cuộc tập trận trong khuôn khổ Khối NATO, thực tập tuần tra trinh sát độc lập ngoài khơi bờ biển Thụy Điển cho đến ngày 19 tháng 9, khi sáp nhập cùng tàu chị em Huse (DE-145), hai tàu khu trục thuộc Hải quân Hoàng gia Canada và một tàu tuần dương của Hải quân Hoàng gia Hà Lan. Hải đội quốc tế này tiếp tục tuần tra ngoài khơi phía Nam Thụy Điển, rồi đi đến Frederikshavn, Đan Mạch vào ngày 23 tháng 9. Nó cùng Huse rời cảng này vào ngày hôm sau để thực hành cơ động tại Bắc Hải, và đi đến Le Havre, Pháp vào ngày 30 tháng 9. Sau khi ghé viếng thăm Dunkerque, Pháp, nó quay trở về Newport vào ngày 21 tháng 10.
Được điều sang Hải đội Khu trục Hộ tống 12 mới được thành lập vào ngày 1 tháng 11, Peterson đi đến vào ngày 24 tháng 11 cho một lượt phục vụ khác trong vai trò tàu huấn luyện cho Trường Sonar Hạm đội. Nó rời Key West vào ngày 23 tháng 1, 1958 để cùng hải đội thực hành huấn luyện tại vùng biển Caribe, và đến tháng 5 đã tham gia vào việc thu hồi chóp mũi tàu không gian nguyên cỡ đầu tiên của Hoa Kỳ bay xuyên qua tầng khí quyển. Nó tiếp nối nhiệm vụ tại Trường Sonar Hạm đội ờ Key West từ ngày 22 tháng 5 đến ngày 8 tháng 8, khi nó đi đến thực hành tại khu vực vịnh Guantánamo, Cuba, rồi đi đến Kingston, Jamaica vào ngày 14 tháng 8. Tại đây con tàu đã lên đường khẩn cấp để hỗ trợ cho một tàu kéo đang cứu hộ một tàu chở hàng Hy Lạp bị mắc cạn ở một vị trí khoảng 150 mi (240 km) về phía Nam Kingston. Nó quay trở về Key West vào ngày 18 tháng 8.
Khi lực lượng cách mạng dưới quyền Fidel Castro giành được chính quyền tại Cuba vào ngày 1 tháng 1, 1959, Peterson được lệnh lên đường hai ngày sau đó để có mặt ngoài khơi bờ biển phía Bắc Cuba, cùng các tàu chiến khác của hải đội sẵn sàng can thiệp nhằm bảo vệ cho quyền lợi của công dân Hoa Kỳ tại La Habana khi cần thiết. Nó quay trở về Key West vào ngày 6 tháng 1, tiếp tục phục vụ cùng Trường Sonar Hạm đội cho đến ngày 24 tháng 8, khi nó lên đường tham gia vào Chiến dịch Deep Freeze. Trong thành phần Lực lượng Đặc nhiệm 72, con tàu băng qua kênh đào Panama để đi đến Dunedin, New Zealand vào ngày 22 tháng 9, rồi khởi hành sáu ngày sau đó đến vị trí canh phòng được chỉ định tại 60°00′N 170°00′Đ / 60°N 170°Đ, làm nhiệm vụ quan trắc thời tiết, thông tin liên lạc và tìm kiếm-giải cứu những chuyến bay liên lạc giữa Christchurch với Châu Nam Cực.

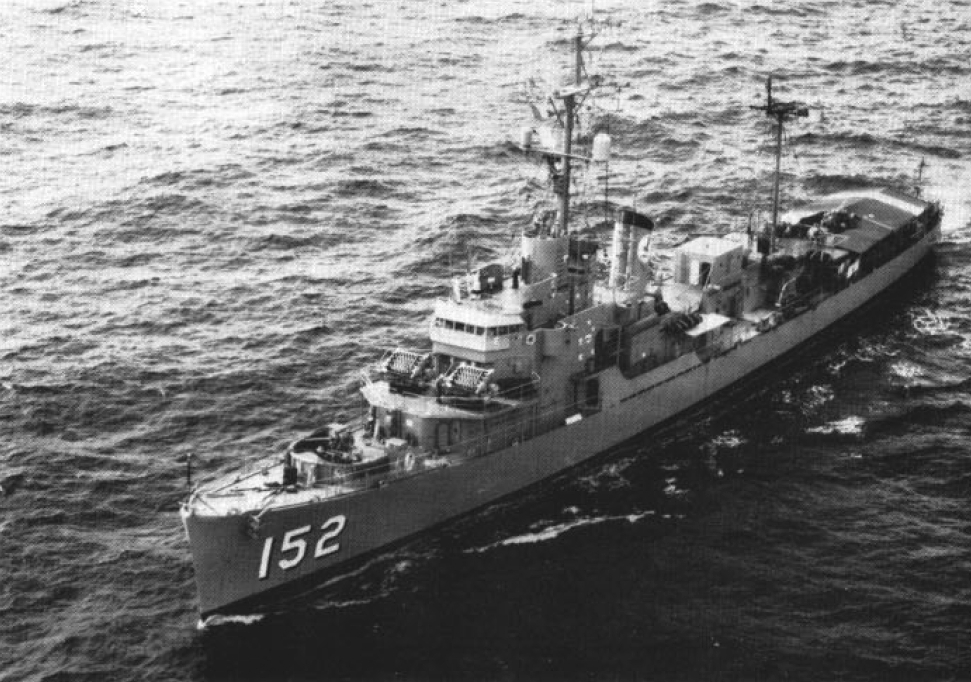
USS Peterson vào khoảng năm 1964.

Trong giai đoạn từ tháng 7, 1961 đến tháng 12, 1963, Peterson tiếp tục phục vụ chủ yếu trong vai trò tàu huấn luyện tại Trường Sonar Hạm đội ờ Key West. Vào tháng 4, 1962, nó viếng thăm vịnh Guantánamo, Cuba và Jamaica. Khi xảy ra vụ Khủng hoảng tên lửa Cuba vào tháng 10, 1962, nó được tạm thời điều động đến tăng cường cho lực lượng hải quân tham gia chiến dịch "cô lập" Cuba; và sau khi cuộc khủng hoảng được dàn xếp thông qua thương lượng hòa bình, nó quay trở lại nhiệm vụ tại Key West, cũng như hoạt động huấn luyện tại vịnh Guantánamo vào tháng 1 và tháng 7, 1963.
Vào tháng 1, 1964, Peterson hoạt động tuần tra ngoài khơi bờ biển Colombia và Venezuela, nó quay trở về Key West vào ngày 23 tháng 2 để tiếp nối hoạt động huấn luyện. Con tàu được cho xuất biên chế lần sau cùng tại Norfolk, Virginia vào tháng 6, 1960, và được đưa về Hạm đội Dự bị Đại Tây Dương, neo đậu tại Portsmouth, Virginia. Tên nó được cho rút khỏi danh sách Đăng bạ Hải quân vào ngày 1 tháng 8, 1973, và con tàu cuối cùng bị bán cho hãng Aardvark International tại Philadelphia, Pennsylvania để tháo dỡ vào ngày 11 tháng 6, 1974 hoặc 24 tháng 6, 1974.

## Phần thưởng
Peterson được tặng thưởng một Ngôi sao Chiến trận do thành tích phục vụ trong Thế Chiến II.
|             |                           |  |
|             | Bronze star               |  |
| Bronze star | Bronze star · Bronze star |  |

| Huân chương Viễn chinh Hải quân                                 |                                                                              |                                           |
| Huân chương Chiến dịch Hoa Kỳ                                   | Huân chương Chiến dịch Châu Âu-Châu Phi-Trung Đông với 1 Ngôi sao Chiến trận | Huân chương Chiến thắng Thế Chiến II      |
| Huân chương Phục vụ Phòng vệ Quốc gia với 1 Ngôi sao Chiến trận | Huân chương Phục vụ Nam Cực với 2 Ngôi sao Chiến trận                        | Huân chương Viễn chinh Lực lượng Vũ trang |